# امین رمضان
امین رمضان (زاده ۱ ژانویه ۱۹۸۱؛ به عربی:أمین رمضان) یک قایقران مصری است. او در مسابقات سبک‌وزن مردان در المپیک تابستانی ۲۰۰۸ شرکت کرد.